# Technika analogowa
Technika analogowa (obszarowo obejmująca głównie zakres teorii obwodów elektrycznych) zwana popularnie teorią obwodów i sygnałów – nauka zajmująca się analizą właściwości urządzeń elektrycznych (elektronicznych), które powodują wytwarzanie lub pośredniczą w przenoszeniu sygnałów (sygnał analogowy). Zrodziła się ona z połączenia dziedzin elektrotechniki i nauk elektronicznych, takich jak teoria obwodów i teoria sygnałów z dziedzinami matematyki, jak analiza matematyczna i topologia.
Badanie urządzeń elektrycznych odbywa się poprzez utworzenie jak najwierniej odwzorowujących pierwowzór modeli matematycznych i schematów urządzeń, których poszczególne elementy opisane są odpowiednimi wartościami elektrycznymi i magnetycznymi.